# James Sedin
James Sedin, né le 25 juin 1930 à Saint Paul (Minnesota) et mort le 23 février 2021 à Ketchum, est un joueur américain de hockey sur glace.

## Carrière
Il participe aux Jeux olympiques d'hiver de 1952 et remporte la médaille d'argent avec les États-Unis ; il dispute neuf rencontres au cours du tournoi.
James Walter Sedin meurt le 23 février 2021 à Ketchum en Idaho aux États-Unis, à l'âge de 90 ans.

## Titres et honneurs personnels
- Médaille d'argent aux Jeux olympiques de 1952 à Oslo en Norvège